# Patrocínio do Muriaé
Patrocínio do Muriaé är en kommun i Brasilien.   Den ligger i delstaten Minas Gerais, i den sydöstra delen av landet, 800 km sydost om huvudstaden Brasília. Antalet invånare är 5 298.
Omgivningarna runt Patrocínio do Muriaé är huvudsakligen savann. Runt Patrocínio do Muriaé är det ganska glesbefolkat, med 34 invånare per kvadratkilometer.